# Sten Andersson (jurist)
Sten Andersson, född 1955, är en svensk jurist och författare. Han var justitieråd i Högsta domstolen 2016–2023.
Sten Andersson avlade juristexamen vid Lunds universitet 1980. Han tjänstgjorde sedan som tingsnotarie vid Ängelholms tingsrätt 1980–1983. Han genomgick domarutbildning 1983–1990. Han förordnades 1990 till hovrättsassessor i Göta hovrätt. Samma år började han arbeta som rättssakkunnig i Justitiedepartementet. Han utnämndes 1993 till kansliråd och 1996 till departementsråd och chef för Enheten för fastighetsrätt och associationsrätt.
Andersson var rättschef i Justitiedepartementet 2004–2008, president i Hovrätten för Nedre Norrland 2008–2010 och president i Göta hovrätt 2011–2016. Han var justitieråd i Högsta domstolen 2016–2023.
Han har skrivit böcker inom bolagsjuridik och har deltagit i Aktiebolagskommittén och andra statliga utredningar. Han är ordförande i tillsynsnämnden för Revisorsnämnden.